# Sierra Club

O Sierra Club é uma associação ecologista das mais importantes dos Estados Unidos da América, fundada em São Francisco, na Califórnia, por John Muir, em 1892.  
Foi a primeira organização não-governamental (ONGA) a dedicar-se à proteção do ambiente.
Tem três milhões e quinhentos mil membros.

## Objetivos
1. Explorar e proteger os espaços selvagens do planeta.
2. Colocar em prática e promover um uso responsável dos ecossistemas e dos recursos do planeta.
3. Educar e convidar a humanidade a proteger e restaurar a qualidade do ambiente natural e humano.
4. Utilizar todos os meios jurídicos para conseguir os seus objetivos.[3]